# عسكر وحرامية (مسلسل)
عسكر وحرامية مسلسل مصري إنتاج 2007.

## بطولة
- عزت العلايلي
- أحمد ماهر
- سميحة أيوب
- عزت أبو عوف
- سوسن بدر
- صلاح رشوان

## ملخص المسلسل
محمود كبير عائلة الشوربجي الذي يتولي رعاية أفرادها، يظهر في حياته صديق طفولته سامي شركس الذي يعود من أمريكا ويغدق على أسرة محمود بالهدايا والتردد عليهم بشكل كبير والذي يصارح محمود علي أنه يرغب في اقامة مشروعات استثمارية في مصر، يتفرغ محمود للعمل مع سامي ولم يعلم أن سامي عاد لينتقم من عائلة محمود.